# Антоні Марті Петіт
Антоні Марті Петіт (кат. Antoni Martí Petit; 30 липня 1963, Ескальдес-Енгордань, Андорра — 6 листопада 2023) — андоррський державний і політичний діяч. Голова уряду Андорри 12 травня 2011 — 16 травня 2019.
Антоні Марті Петіт за освітою архітектор, закінчив Тулузький університет. З 1994 до 2003 року був депутатом Генеральної ради долин (парламенту Андорри). З 2003 до 2011 року був мером свого рідного міста Ескальдес-Енгордань. У лютому 2011 року очолив виборчий альянс «Демократи Андорри». На дострокових виборах 3 квітня 2011 року альянс здобув абсолютну більшість місць у парламенті, й 11 травня Марті Петіт був обраний новим головою уряду Андорри.
Був одружений і мав трьох дітей.